# Glaciar Upsala

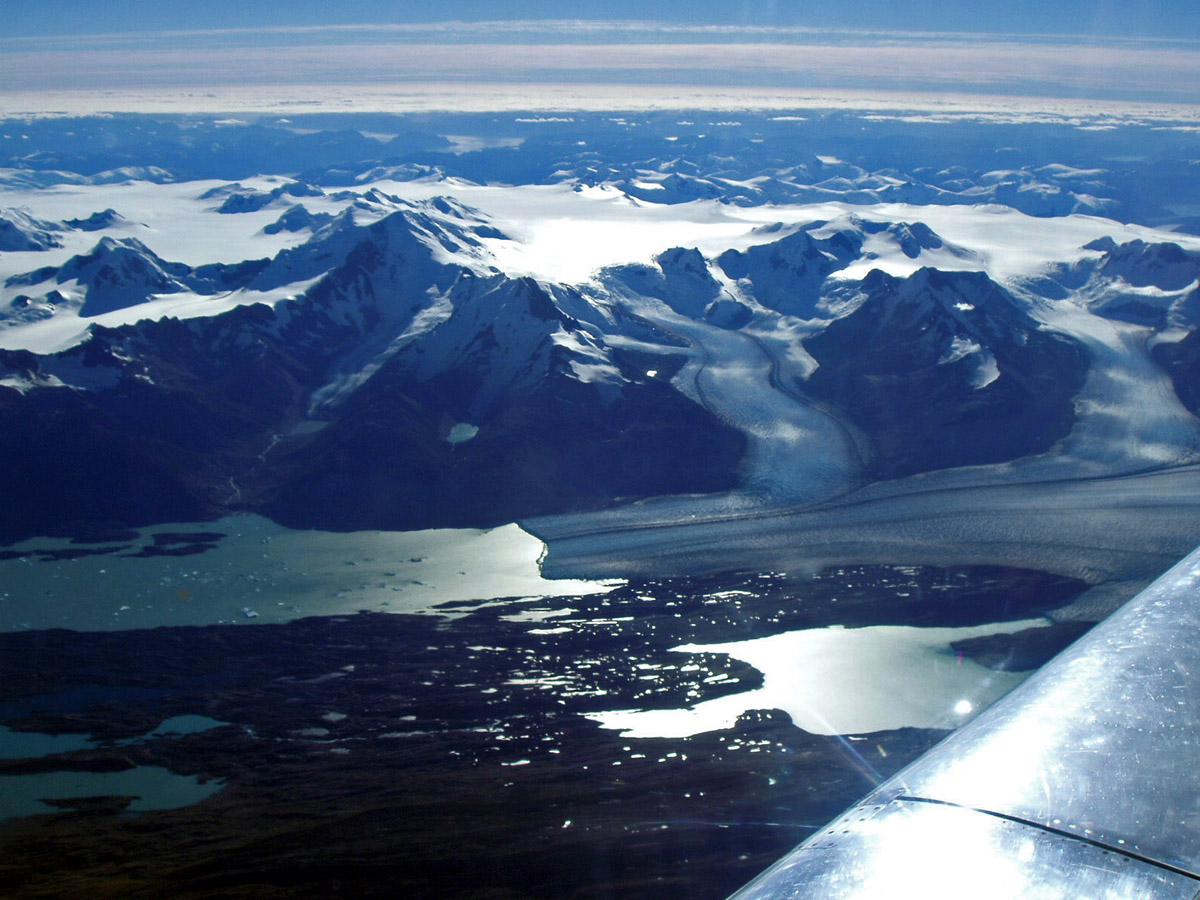
Glaciar Upsala

O glaciar Upsala é um grande glaciar que cobre um vale composto e alimentado por vários glaciares, no Parque Nacional Los Glaciares, Argentina. O seu nome se deve ao fato da Universidade de Uppsala (antiga ortografia: Upsala), da Suécia, ter realizado o primeiro levantamento da região no século XX.
Seus campos de gelo cobrem uma extensão de 765 km². O glaciar possui uma extensão de 53,7 km, sendo o terceiro mais longo da América do Sul (após o Pio XI e o glaciar Viedma), e suas paredes alcançam a altura de 40 metros em média.
Flui desde o Campo de gelo do sul da Patagónia, o qual também dá origem ao Glaciar Perito Moreno que se encontra na mesma área, até o Lago Argentino.
O glaciar Upsala se encontra em retrocesso, que pode ser uma evidência de ciclos climáticos e geológicos desconhecidos ou de aquecimento global.